# 祝文冕
祝文冕（？年—？年），字宗周，直隶密雲後衛軍籍。明朝政治人物。

## 生平
嘉靖四年（1525年）乙酉科顺天府鄉試舉人，嘉靖五年（1526年）联捷丙戌科第三甲第五十八名進士。初授山东章丘县知县，廉惠仁厚，积粟捕蝗，大有功于民。九年（1530年）升任四川成都府漢州知州。修县学、建书院，倡导儒学。修渠课桑，民以殷富。十二年任岷府左長史，十三年官至刑部主事，致仕归。纂修《密雲縣志》，未成而卒。